# Nastus lokohoensis
Nastus lokohoensis är en gräsart som beskrevs av Aimée Antoinette Camus. Nastus lokohoensis ingår i släktet Nastus och familjen gräs. Inga underarter finns listade i Catalogue of Life.